# Santo Sangre
Santo Sangre é um álbum de estúdio colaborativo do rapper Pregador Luo e o cantor Rodolfo Abrantes, anunciado em 2007 com lançamento previsto em 2008 e, mais tarde, cancelado.
Em 2005, Luo e Abrantes se juntaram na música bônus "Santo Sangre", presente no álbum D'Alma  (2005). Com base na canção, foi anunciado um álbum colaborativo entre os músicos para 2006. As gravações seriam iniciadas em 2007, mas começaram a ser executadas em 2008. Na época, Pregador Luo disse: "Estou trabalhando os instrumentais e compondo letras junto com Rodolfo. Nesse momento, estou trabalhando com alguns produtores e terminando o material de instrumentais e bases, pra começar a gravar pra valer em fevereiro, março e abril. Vamos tentar finalizar o álbum de estréia em maio e lançá-lo no mais tardar em junho".
Apesar das gravações, Santo Sangre nunca foi lançado. Luo chegou a mencionar o projeto em 2011 em entrevista a revista Feedback Magazine, afirmando que reiniciaria o projeto em 2012.